# Bockenheim an der Weinstraße
Bockenheim an der Weinstraße es un municipio situado en el distrito de Bad Dürkheim, en el estado federado de Renania-Palatinado (Alemania). Tiene una población estimada, a fines de 2020, de 2239 habitantes.
Está situado en la zona centro-sur del estado, a poca distancia al oeste de la ciudad de Ludwigshafen am Rhein y al suroeste de Worms.